# Schultheiss-Brauerei Moabit

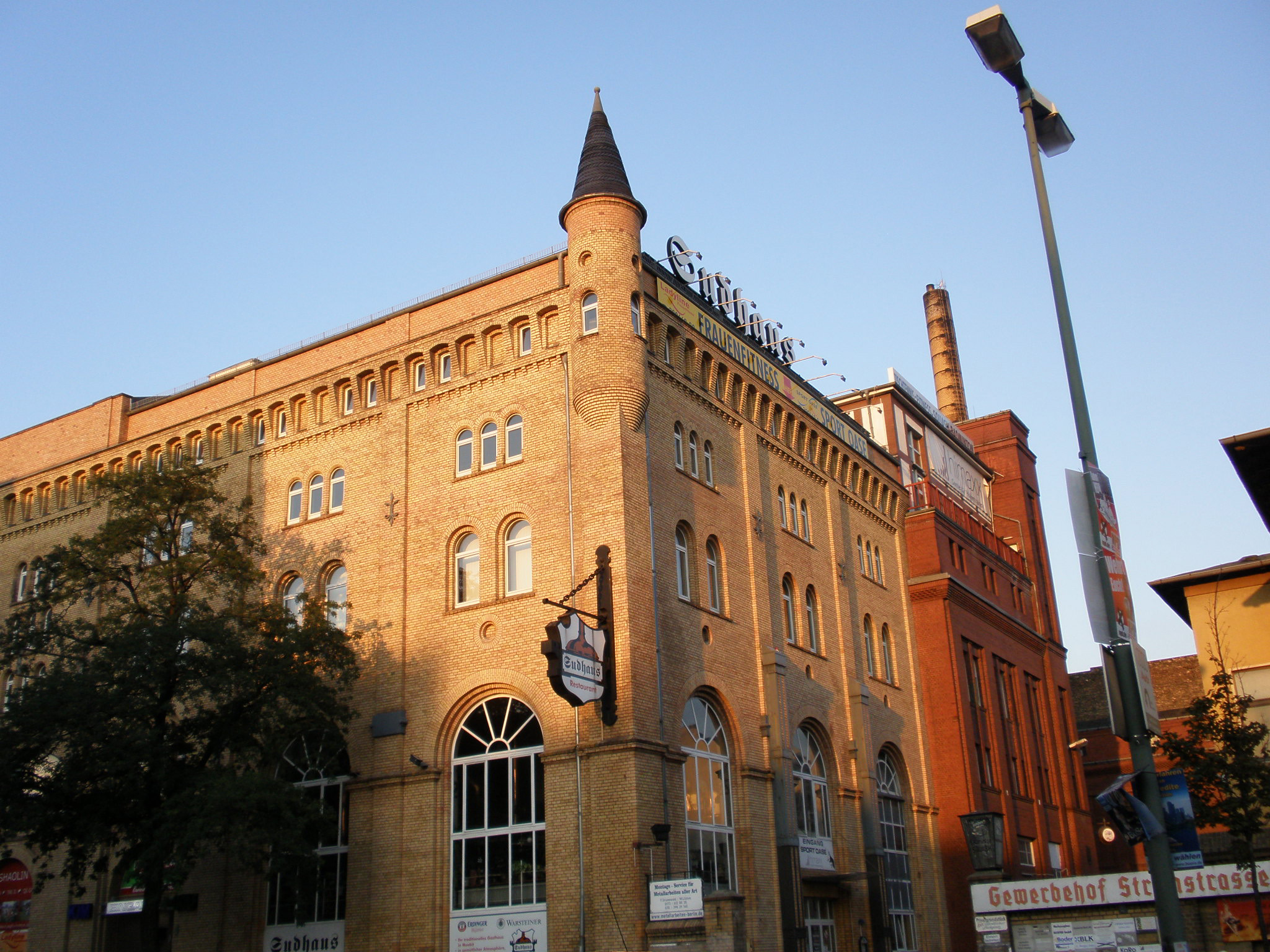
Das Sudhaus an der Stromstraße

Die Schultheiss-Brauerei Moabit ist eine ehemalige Brauerei an der Turmstraße in Berlin-Moabit, in der Nähe des kleinen Tiergarten und des U-Bahnhof Turmstraße. Heute befindet sich auf dem Gelände der ehemaligen Schultheiss-Brauerei Moabit das Einkaufszentrum Schultheiss Quartier. Das Gelände der Brauerei ist ein gelistetes Baudenkmal. Im Jahre 1980 wurde der Betrieb der Brauerei eingestellt.

## Geschichte
Im Frühjahr 1924 begann der Bau eines Großkinos auf dem Gelände des Bier- und Konzertgartens der Schultheiss-Patzenhofer-Brauerei in der Turmstraße 26 Ecke Stromstraße unter der Bauleitung von Max Schwarze. Am 19. Februar 1925 wurde das Ufa-Theater Turmstraße in Berlin-Moabit eingeweiht. Das Lichtspieltheater wurde durch den Baurat Max Bischoff und den Architekten Fritz Wilms fertiggestellt. Neben dem Kinosaal befand sich in dem Gebäude auch das Café Vaterland. Das Kino bestand noch bis 1944 und wurde anschließend durch eine Fliegerbombe komplett zerstört.
Der Entwurf der Schultheiss-Brauerei wurde bereits im Jahre 1826 von den Baumeistern Friedrich Koch und G. Lüdicke erstellt. Bereits 1826–1827 ließ Wilhelm Ludwig Crull, der Direktor der Preußischen Seehandlung, auf dem Gelände der Schultheiss-Brauerei Moabit erste Brauereigebäude errichten. Im Jahre 1835 übernahm Ferdinand Schumann, ein Bruder des Porzellanfabrikanten aus Alt-Moabit, die Brauerei. Nach mehreren Besitzerwechseln firmierte die Brauerei unter der Actien-Brauerei-Gesellschaft Moabit, welcher den Ausbau der Brauereianlage begann. Letztendlich wurde durch die Actien-Brauerei-Gesellschaft Moabit als Bauherren die Schultheiss-Brauerei Moabit von 1871 bis 1904 erbaut. Der älteste erbaute Teil des Bauensemble Schultheiss-Brauerei Moabit ist das Sudhaus, welches von 1872 bis 1874 erbaut wurde. Das Sudhaus wurde von dem Baumeister Friedrich Koch erbaut und schließt nördlich an Kellereien an. Von 1895 bis 1896 wurde das Gärhaus erbaut. Zu der Jahrhundertwende gestaltete G. Lüdicke das Gebäude an der Stromstraße maßgeblich um. So wurde von 1898 bis 1899 das Gebäude aufgestockt und um ein neues Mälzerei- und Lagergebäude mit Kellerei erweitert, sodass sich eine lang gestreckte Straßenfront ergab. Das Lager- und Böttchereigebäude, welches an dem Südhaus folgenden Mälzerei und Fassspeicherlager grenzt, wurde 1898 um die Spül- und Pichhalle erweitert. Später wurde die Actien-Brauerei-Gesellschaft Moabit von Patzenhofer übernommen. Im Jahre 1904 wurde das Lager- und Böttchereigebäude umgebaut. 1920 bildete sich aus Patzenhofer die Schultheiss-Patzenhofer AG, welche die Brauerei als Auslieferungslager bis zur Stilllegung im Jahre 1980 nutzte. Im Jahre 1926 wurde das Kesselhaus umgebaut. Nach der Stilllegung der Brauerei, 1980, übernahm die Grundstücksgesellschaft Kurt Franke das Bauensemble und baute dieses um. So wurde im Sudhaus eine Gaststätte eingerichtet. Die alten kupfernen Braukessel der Brauerei ließ man jedoch erhalten und integrierte sie in die Gestaltung der Gaststätte. Die Gaststätte nutzte die Braukessel noch bis in das Jahr 1987. In das Gebäudekomplex zogen zudem viele Klein- und Großhändler ein. So zog beispielsweise ein ASIA-Händler und ein Teppich- und Taptenhändler in den Gebäudekomplex. Im Jahre 1995 wurde die Schultheiss-Brauerei Moabit unter Denkmalschutz gestellt.
Der Investor Harald Huth übernahm das Bauensemble und ließ 2018 das Schultheiss Quartier eröffnen.